# Collection I
Collection I är ett samlingsalbum med tidiga sånger av bandet The Misfits, utgivet 1986. Albumet gavs ursprungligen ut med titeln Misfits, men det har blivit mer känt som Collection I. En uppföljare kallad Collection II gavs ut 1995.

## Låtlista
Samtliga låtar skrivna av Glenn Danzig
1. "She" - 1:22
2. "Hollywood Babylon" - 2:20
3. "Bullet" - 1:38
4. "Horror Business" - 2:45
5. "Teenagers from Mars" - 2:43
6. "Night of the Living Dead" - 1:57
7. "Where Eagles Dare" - 2:08
8. "Vampira" - 1:21
9. "I Turned into a Martian" - 1:43
10. "Skulls" - 1:58
11. "London Dungeon" - 2:34
12. "Ghouls Night Out" - 1:57
13. "Astro Zombies" - 2:11
14. "Mommy, Can I Go Out & Kill Tonight?" - 2:01
15. "Die, Die My Darling" - 3:09
16. "Earth A.D." - 2:09
17. "Devilock" - 1:26
18. "Death Comes Ripping" - 1:53
19. "Green Hell" - 1:53
20. "Wolfsblood" - 1:11